# The Ricky Gervais Show
The Ricky Gervais Show är en brittisk poddsändning i fem säsonger med Ricky Gervais, Stephen Merchant och Karl Pilkington.  

## Format
Programmet sändes först på radio under 2001, sedan som gratis poddsändning under 2005, 2006 som betalvara där säsongerna såldes som ljudböcker. Under 2010 släppte HBO en animerad serie baserad på ljudböckerna. Programmet har ett världsrekord i Guinness Rekordbok som den mest nedladdade poddsändning med över 300 miljoner nedladdningar i mars 2011. 

## The Ricky Gervais Guide To ...
Uppföljaren till originalserien heter The Ricky Gervais Guide To... och är en serie ljudböcker som behandlar ett specifikt ämne. Tolv program har gjorts som behandlar medicin, naturhistoria, konst, filosofi, britter, samhälle, lag och ordning, framtiden, människokroppen, jorden, The World Cup och Comic Relief.